# 張明敏
張明敏，BBS（1956年9月2日—），香港男歌手、民建聯成員，因為他擅長演唱具中華民族色彩的歌曲，有「愛國歌手」之稱。張是首位在中央電視台春節聯歡晚會上演出的香港歌手。
張明敏曾擔任第十二屆港區人大代表，也擔任香港中華出入口商會副會長和內地事務委員會主席。

## 背景

### 早年生活
張明敏家有兩姊三弟。父親是菲律賓華僑，母親則是印尼華僑。他早年在九龍青山道的留產所出世，六歲起在灣仔定居。二十歲後移居荃灣中心和綠楊新邨。學業方面，他在救世軍光裕學校和筲箕灣東官立中學（1976年中五）完成學業，在香港中學會考中只得到兩科合格成績。小學二年級曾留級一年。求學階段已有出外打工的念頭。中五畢業後到中環天祥洋行任收帳見習生，為時十個月。後來轉職公證行，任貨物檢驗員兩年。基於喜歡工業或一技之長的東西，加上認為文員工作沒有特別之處，所以再轉到會德豐旗下位於香港仔的電子錶廠「Time」當調較手錶時間的工人；離開前由生產線管工晉升為廠房監工。未幾於兩年內自立門戶，當上電子錶加工廠老闆。

### 個人發展
其演藝事業始於1976年。張當時已參加了多個公開歌唱比賽。1977年至1979年參加了由工聯會工人俱樂部主辦的「全港工人歌唱比賽」和由香港電台主辦的「全港業餘歌手歌唱比賽」，取得了兩次冠軍獎項。他當年選擇了後者所帶來的獎品─永恒唱片歌手合約而放棄了前者給他的文志唱片歌手合約，1979年簽約旗下。同期仍與姐夫與胞姊一同經營電子錶廠。加入唱片公司初時推出的首張唱片是一張雜錦碟《鄉間的小路》（葉佳修、劉文正、朱逢博等人參與灌錄）。後由於該時期台灣校園民歌興起，他於是翻唱翻錄一些校園民歌，灌錄一些個人專輯。1981年至1982年順應潮流改唱民族歌曲，成為媒體稱呼的民族歌手。於1982年憑翻唱鳳飛飛的《我是中國人》奪得十大中文金曲獎。在1980年代，張明敏曾開辦過卡拉OK廳、酒廊、公共關係公司和廣告公司。1983年至1984年於香港推出的專輯均獲得白金銷量的成績。《我的中國心》為永恒唱片為其推出的第五張兼最後一張唱片。其時剛續約永恒唱片的他本於1990年才約滿，礙於合作上跟鄧炳恒產生糾紛，令他的歌手合約期被凍結。
1983年2月，張明敏受到香港青年聯會的邀請而錄下《我的中國心》。1984年，中央電視台春節聯歡晚會的總導演黄一鶴計劃邀請香港歌手前來演出。在聽到《我的中國心》的情況下，黃透過新華社聯絡上張所屬的唱片公司「永恒唱片」，春晚會導演袁德旺邀請張再次於央視春節晚會演唱此曲。結果張明敏憑此曲风靡中国大陆。往後數年間，即1985年至1989年，張明敏主力在中國內地發展歌唱事業。在1985年於北京舉辦了其首個於內地舉行的演唱會「愛我長城，修我長城——張明敏『中國心』演唱會」，一共四場。後往來多個內地城市舉行了超過二百場演唱會。直至1990年回到香港，投身青年社會交流工作，任中華全國青年聯合會委員。1989年起任香港中華出入口商會會董，1991年起任香港青年聯會常務董事。告別香港樂壇之前，張明敏主唱過而且流行的民歌有《中華民族頌》、《龍的傳人》、《我是中國人》、《外婆的澎湖灣》以及《爸爸的草鞋》等。在1990年代，他於九十年代初在深圳投資二百萬元，開辦卡拉OK歌廳。1998年繼續從商，於上海投資二百萬元開設一間酒吧。不過所有生意都失敗收場。
2001年至2003年，張明敏擔任創富生物科技公司的執行董事。2004年9月起擔任美亞娛樂獨立非執行董事。2010年，獲香港特別行政區政府以「致力推動香港青年發展，貢獻良多」為由，頒授銅紫荊星章。現為建滔集團獨立非執行董事。

## 其他資料
張明敏持建制派立場。1989年5月27日，他與一眾藝人，如譚詠麟、陳欣健、鍾鎮濤、成龍、Maria Cordero等到跑馬地馬場參與《民主歌聲獻中華》活動，以支持北京八九民運而舉辦的籌款項目。2012年12月19日，他當選第十二屆港區人大代表，任期由2013年開始，至2018年結束。此前早於1995年，張已獲委任為港區人大選舉會議成員。2000年代末當選廣西政協委員。2019年7月1日，他曾出席「創科：潮流音樂嘉年華」活動，演唱了《我是中國人》和《我的中國心》等歌曲。另外亦表達了其支持政府的立場。2019年8月17日，张明敏参加香港金钟添马公园的反暴力救香港運動，与钟镇涛带领集会群众高呼：“我的中国心，我是中国人！”。2020年5月尾，他亦有份參與支持香港國家安全法的聯署。（然而，文藝界有關聯署其後被指造假，張寶華、蔣志光、徐熙媛、李巧靈否認參與聯署，陳汝騫則於2019年離世）
此外，張明敏是一名馬主，亦是香港賽馬會會員。他自2007-2008馬季起成為馬主，名下馬匹包括中國心（CJ147，徐雨石馬房）、中國動力、人和家富、民和國富、仁者富足、人和家盛、人和家興、人和家喜（前兩駒與梁麟、梁毓雄、陳志華合夥，其後則與李宗德、張英豪、蔡國璽、鄭景超合夥），而「中國心」的馬名是以他主唱的歌曲「我的中國心」來命名。
除此之外，張明敏、張頌華父子亦是「24/25大衛希斯練馬師賽馬團體」的經理人，名下馬匹亦同樣使用「中國心」（DK395）來命名。

## 專輯
| 專輯 # | 專輯名稱            | 發行年份 | 曲目 |
| ------ | ------------------- | -------- | --- |
| 1st    | 爸爸的草鞋·望星星   | 1981年   | 曲目 1. 望星星 2. 清晨的路上 3. 沖開千尺浪 4. 這個是你 5. 漫步風雨中 6. 冬戀 7. 爸爸的草鞋 8. 未嘗便醉 9. 相識在良夜 10. 冬梅 11. 力爭上游 12. 愛的我見                                                       |
| 2nd    | 中華民族            | 1982年   | 曲目 1. 中華民族 2. 又見柳葉青 3. 回家 4. 龍的傳人 5. 三月裡的小雨 6. 夢的衣裳 7. 蒙塵的巨龍 8. 思念總在分手後 9. 歸人 10. 故鄉 11. 年節時景 12. 畢業生                                                       |
| 3rd    | 我是中國人與精選    | 1982年   | 曲目 1. 我是中國人 2. 黃河願 3. 爸爸的草鞋 4. 鄉間的小路 5. 故鄉 6. 漫步風雨中 7. 年輕人的心聲 8. 長城謠 9. 中華民族 10. 龍的傳人 11. 蒙塵的巨龍 12. 又見柳葉青 13. 故鄉的風 14. 冬戀                         |
| 4th    | 我的中國心          | 1983年   | 曲目 1. 我的中國心 2. 一翦梅 3. 中華之愛 4. 美斯樂 5. 拜訪春天 6. 滿江紅 7. 隴上行 8. 俠客 9. 赤壁賦 10. 外婆的澎湖灣 11. 青海青 12. 送你一把泥土                                                             |
| 5th    | 我們擁有個名字-中國 | 1984年   | 曲目 1. 我們擁有個名字-中國 2. 大地 3. 登上高峰 4. 夢駝鈴 5. 人生的遠征 6. 勇者無懼 7. 一縷情 8. 最後戰士 9. 洪波曲 10. 流吧黃河 11. 世上無絕路                                                               |
| 6th    | 趁著青春放光芒      | 1986年   | 曲目 1. 趁著青春放光芒 2. 泛黃的書籤 3. 唱, 唱, 唱 4. 龍的故鄉 5. 奇妙的感覺 6. 我有個秘密 7. 鄉愁 8. 雨夜空等待 9. 讓我為你 10. 真想對你吐真情 11. 浪跡天涯 12. 尋覓                                         |
| 7th    | 海闊天空任我闖      | 1987年   | 曲目 1. 這樣的年輕 2. 我的根啊在中國 3. 乾一杯 4. 痛苦的追憶 5. 當秋天來到的時候 6. 光輝的使命 7. 海闊天空任我闖 8. 炎黄子孫 9. 蘆花舟 10. 世界需要鳥心腸 11. 小村莊 12. 翱翔在藍天 13. 年輕戰士              |
| 8th    | 民族歌曲獻中華      | 1989年   | 曲目 1. 我的中國心 2. 中華民族 3. 我們有個名字──中國 4. 大地 5. 黃河頌 6. 送你一把泥土 7. 夢駝鈴 8. 我是中國人 9. 龍的傳人 10. 龍的故鄉 11. 登上高峯 12. 中華之歌 13. 爸爸的草鞋 14. 長城謠                   |
| 9th    | 龍的傳人            | 1996年   | 曲目 1. 龍的傳人 2. 中華民族 3. 大地 4. 故鄉 5. 爸爸的草鞋 6. 黄河願 7. 年輕人的心聲 8. 一翦梅 9. 隴上行 10. 夢駝鈴 11. 漫步風雨中 12. 畢業生 13. 三月裏的小雨 14. 拜訪春天 15. 外婆的澎湖灣                  |
| 10th   | 校園民歌            | 1998年   | 曲目 1. 赤壁賦 2. 送你一把泥土 3. 回家 4. 又見柳葉青 5. 青海青 6. 冬戀 7. 故鄉 8. 趁著青春放光芒 9. 美斯樂 10. 讓我為你 11. 俠客 12. 歸人 13. 人生的遠征 14. 泛黃的書籤 15. 真想對你吐真情 16. 思念總在分手後 |
| 11th   | 我的中國夢          | 2014年   | 曲目 1. 我的中國夢 2. 父子 3. 良心 4. 根脈相連 5. 團結就是力量 + 我的祖國 6. 我和我的祖國 7. 我愛祖國的藍天 8. 歌唱祖國                                                                                       |

## 劇集及廣播劇歌曲
- 1981年：香港電台廣播劇《的士司機》主題曲〈相識在良夜〉
- 1984年：香港電台廣播劇《幸福指環》插曲〈愛火心中熨〉
- 1984年：無綫電視劇集《寶芝林》主題曲〈勇者無懼〉
- 1984年：無綫電視劇集《鐵面包公》主題曲〈包青天〉
- 1986年：無綫電視劇集《達摩》主題曲〈達摩〉
- 1988年：亞洲電視劇集《睹徒》主題曲

## 電影演出
- 1985年：皇家大賊 飾 敏
- 1990年：笑傲江湖 飾 陸大友
- 1997年：古惑天堂

## 廣播劇
- 1983年：《兩個女人》 飾 表哥（香港電台）
- 1983年：《曼陀羅》 飾 橋木（香港電台）
- 1984年：《幸福指環》 飾 謝俊（香港電台）

## 節目主持
- 1983年至1984年：週日兩點三人行[32]（與何錦華主持；香港電台）

## 參與節目
- 1984年：中央電視台春節聯歡晚會
- 1989年：民主歌声献中华
- 2004年：桃李爭輝耀保良
- 2005年：名曲滿天星（第2集）
- 2015年：Sunday靚聲王（第28集）
- 2016年：萬眾同心公益金
- 2020年：星光熠熠耀保良

## 外部連結
- 香港中華出入口商會會董名錄：張明敏
- 對中國政府失望對犧牲者哀痛 張明敏要靜觀其變 謂眼淚熱血不白流，華僑日報，1989年6月8日 （页面存档备份，存于）